# Football Bourg-en-Bresse Péronnas 01
Maillots
Actualités
Dernière mise à jour : 16 octobre 2024.
Le Football Bourg-en-Bresse Péronnas 01, communément appelé FC Bourg-Péronnas, est un club français de football fondé en 1942 par la fusion de l'Union sportive de Péronnas et du Football Club de Bourg et situé à Péronnas, dans la banlieue sud de Bourg-en-Bresse.
Le club reste longtemps dans les divisions régionales. Il n'atteint le plus haut niveau régional, la Division d'Honneur qu'en 1974, pour redescendre dès 1976. Le club progresse dans les années 1990 à la suite de son retour en Division d'Honneur en 1990. Le FC Bourg-Péronnas atteint pour la première fois le niveau national en 1994 en étant promu en National 3, le 5e niveau. Il atteint ensuite le 3e niveau en 2003, mais n'y reste qu'une saison et redescend en 5e division dès 2006.
Le club se reconstruit jusqu'à atteindre le professionnalisme, en accèdant pour la première fois à la Ligue 2 en 2015. Le club change alors son nom en Football Bourg-en-Bresse Péronnas 01. Ces montées successives sont notamment dues à l'entraîneur Hervé Della Maggiore, qui permet au club de disputer trois saisons en Ligue 2 avant de redescendre en 2018 en National, la 3e division. Le club se remet mal de cette descente et se maintient de justesse lors de la dernière journée. En 2020, après deux saisons en National, le club est contraint de repasser amateur.
En 2023, à l'issue de la dernière journée, le club se voit relégué en National 2, la 4e division, puis retrouve le 3e niveau après seulement une saison.

## Histoire

### Fondation du club
Deux Union sportive de Péronnas sont déclarées en préfectures au Journal officiel, le 3 février 1926 et le 28 septembre 1930. En 1940, le club transfère son siège à Bourg le 26 novembre 1940 et devient l'Union sportive Bourg-Péronnas.
En parallèle, le Football Club de Bourg est déclaré le 7 juillet 1937. En 1942, l'US Bourg-Péronnas fusionne avec le FC Bourg pour former le Football Club Bourg-Péronnas, fusion déclarée le 10 juin 1942.

### Débuts au sein de la Ligue du Lyonnais (1942-1976)
| \| Bourg-en-Bresse \| Localisation de la ville de Bourg-en-Bresse |
| Bourg-en-Bresse                                                   |

À ses débuts, le club joue alors en « Promotion de Ligue » (PL), le deuxième niveau régional. En 1954-1955, il est relégué en « District » mais remonte aussitôt. Les deux premiers de chaque groupe de « Promotion de Ligue » sont promus en division d'Honneur (DH) en fin de saison et ce jusqu'en 1963, quand est créé le championnat de « Promotion d'Honneur » (PH), qui vient s'intercaler entre la PL et la DH. En 1965, le FC Bourg-Péronnas finit premier de la poule B de PL et est ainsi promu en PH. Il ne s'y maintient qu'une année et est relégué en Promotion de Ligue en 1967, après avoir fini dernier de Promotion d'Honneur.
Le club évolue en Promotion de Ligue jusqu'en 1972, lorsqu'il finit, pour la deuxième fois, premier de sa poule et accède ainsi à nouveau à la Promotion d'Honneur. Dès sa première année en PH, le club rencontre le succès et termine la saison deuxième de son groupe, puis il finit premier l'année suivante.
Le FC Bourg-Péronnas fait ainsi sa première apparition en division d'Honneur (plus haut niveau régional) en 1974-1975, saison à l'issue de laquelle il se place à la septième place. L'année suivante, le club est relégué en PH.

### Quinze ans en PH puis l'émergence (1976-1994)
Après sa courte expérience de deux ans en division d'Honneur qui s'achève en 1976, le club continue d'évoluer en Promotion d'Honneur (deuxième niveau régional) jusqu'en 1990, soit quinze ans de suite, marqués notamment par une deuxième place en 1984.
La saison 1980-1981 a vu aussi, pour la première fois dans l'histoire du club et du département de l'Ain, son équipe minimes évoluer en Championnat de Ligue Rhône-Alpes et son maintien à ce niveau en terminant à la sixième place. Cette même saison, l'équipe cadets remportait le championnat du district de l'Ain et allait ainsi accéder, pour la première fois également, au championnat de Ligue Rhône-Alpes pour la saison 1981-1982 (équipe dans laquelle évoluera un jeune prometteur du nom de Daniel Gauge qui allait devenir quelques années plus tard joueur Professionnel à l'Olympique Lyonnais) et également assurer son maintien. L' Histoire du club commençait donc également pour ses équipes de jeunes à cette période-là...
Le championnat seniors change de nom en 1985 pour devenir la « Division d'Honneur régional » (DHR). En 1990, l'équipe fanion termine première de sa poule et retrouve ainsi la division d'Honneur.
En Division d'Honneur, Il finit deux fois vice-champion (en 1991 et 1993) avant de s'adjuger finalement le titre en 1994, ce qui lui permet d'accéder pour la première fois de son histoire à une compétition nationale, en l'occurrence, le championnat de France de National 3.
Lors de l'édition 1992-1993 de la Coupe de France, le FC Bourg-Péronnas se distingue pour la première fois dans la compétition. En 32e de finale, à dix minutes de la fin du match, les Bressans mènent deux buts à un face au FC Nantes de Jean-Claude Suaudeau, futur finaliste de l'épreuve. Les « Canaris » égalisent en fin de match par Zoran Vulić et obtiennent le droit de disputer une prolongation durant laquelle ils s'imposent quatre buts à deux.

### Du National 3 au National (1994-2006)
Le club devient champion de National 3 en 1997 et accède ainsi en National 2, qui est cette même année renommé Championnat de France amateur de football (CFA).
En 1998, le club bressan alors entraîné par Pierre Mauron, réalise la meilleure performance de son histoire en éliminant deux clubs de première division, atteignant ainsi les quarts de finale de la Coupe de France : après s'être débarrassés de Montpellier en 16e de finale par trois buts à deux, les amateurs éliminent le FC Metz, vice-champion de France cette année-là, au stade de Gerland par deux buts à zéro, avec des réalisations de Didier Collet et de Rigobert Song contre son camp,,,.
À la suite de cet exploit, le FCBP et son entraîneur connaissent une surmédiatisation soudaine de la part des journaux nationaux et de la télévision : Pierre Mauron et quelques joueurs passent le week-end suivant à Paris, enchaînant les interviews. L'effervescence autour du club créée par le parcours en Coupe de France se traduit aussi par la sollicitation de certains joueurs (notamment le capitaine Boris Berraud) par des clubs professionnels,,.
Pour les quarts de finale, le club « reçoit » l'Olympique lyonnais au stade de Gerland, stade accueillant habituellement les rencontres à domicile des Lyonnais. Le match est retransmis en direct sur Canal+. Après vingt minutes de jeu, les professionnels lyonnais sont réduits à dix à la suite de l'exclusion d'Hubert Fournier mais les amateurs de Bourg s'inclinent finalement en deuxième période grâce à un but de Patrice Carteron,,.
Par la suite, selon les propos de Pierre Mauron le club vit alors très mal le « revers de la médaille » du beau parcours en Coupe. Pour lui, « tout le bonheur d'avant était devenu jalousie et méchanceté ». En effet, le club est à la peine en championnat et en interne des tensions grandissent. La saison suivante, les problèmes s'amplifient et à la trêve l'équipe s'est fait éliminer au septième tour de la Coupe de France par l'AS Saint-Étienne et est dernière de son groupe de CFA. L'entraîneur Pierre Mauron, ainsi que son adjoint Jean-François Cheval et son directeur sportif, Denis Promonet sont tous trois limogés en milieu de saison,,.
En 2003, le FCBP réalise une nouvelle performance notable en éliminant encore un pensionnaire de Ligue 1 : le RC Strasbourg en 32e de finale par un but à zéro sur un terrain boueux grâce à un but de Jean-Christophe Durand. En 16e de finale, Bourg s'impose un but à zéro sur le terrain du Dijon FCO avant de recevoir Auxerre pour le compte des 8e de finale. Avec ce match, les Bressans font leur retour au stade de Gerland, cinq ans après y avoir éliminé Metz au même stade de la compétition. Les amateurs mènent un à zéro grâce à un but de Durand mais les Auxerrois de Guy Roux, futurs vainqueurs de l'épreuve, s'imposent finalement par trois buts à un grâce à l'international français Djibril Cissé. Bourg-Péronnas est revenu au stade de Gerland la saison suivante, en 16e de finale de la Coupe de France 2003-2004 contre l'Olympique lyonnais mais y a perdu de manière large par cinq buts à zéro.
En 2003, le FC Bourg-Péronnas accède à la division amateur la plus élevée : le championnat National. Cependant, il n'y restera qu'un an. Le club est relégué en CFA en 2004 puis en CFA 2 en 2006.

### Retour au premier plan amateur (2006-2015)

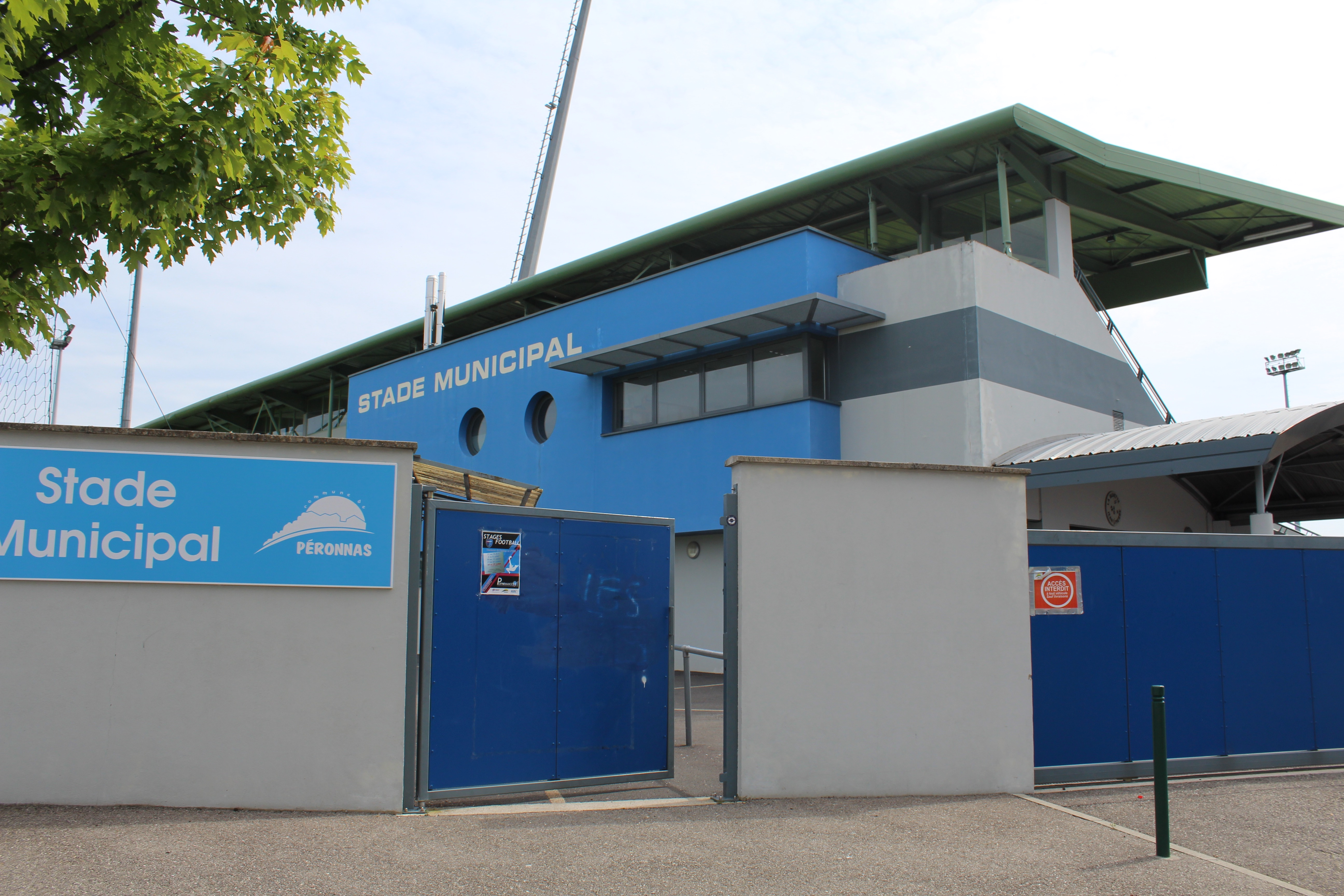
Siège du club.

Après ses deux relégations quasiment consécutives, Gilles Garnier, entrepreneur burgien dans le secteur du bâtiment et travaux publics, reprend le club en main et rappelle à cette occasion des anciens du club : Pierre Mauron au poste d'entraîneur et Jacques Theppe en tant qu'adjoint. Cependant, l'équipe ne connaît pas tout de suite le renouveau et selon les mots de Pierre Mauron, « cela s'est mal fini ». Pour l'entraîneur d'alors, le problème qui s'est posé à ce moment est qu'il aurait fallu « écarter des vieux joueurs » alors que « c'était [lui]-même qui les avait lancés quinze ans plus tôt ». Pierre Mauron qui vit très mal la situation quitte le club en 2008, laissant la place à un de ses adjoints Hervé Della Maggiore,.
Le club bressan retrouve le CFA en 2009 puis le National en 2012. Lors de la coupe de France 2011-2012, Bourg-Péronnas élimine encore un club de Ligue 1 : l'AC Ajaccio ; en 16e de finale par 3 buts à 2 après prolongations. En 8e de finale le club perd contre l'Olympique de Marseille 3 buts à 1 lors d'une rencontre disputée à Marseille à la suite d'une inversion de terrain liée à des conditions météorologiques délicates en Rhône-Alpes.
La Coupe de France de football 2012-2013 va encore mettre à l'honneur les bressans. Bourg-Péronnas élimine l'AJ Auxerre au 7e tour grâce à une victoire par 1 but à 0. Au 8e tour, Bourg-Péronnas se déplace sur le Rocher au Stade Louis II. Après un match vierge et nul, ponctué de plusieurs occasions franches dont deux montants pour les bressans, c'est la séance de tirs au but qui va leur permettre d'éliminer l'AS Monaco 7 tirs au but à 6. Malheureusement, l'aventure s'arrêtera en 32e de finale contre le champion de France en titre, le Montpellier Hérault Sport Club, sur le score de 2 buts à 1.
Après une saison 2012-2013 où le club terminera à la surprise générale à une 15e place synonyme de relégation (année à 6 descentes) après avoir flirté avec le podium à 10 journées de la fin, le club sera maintenu administrativement avec la relégation de Sedan en CFA 2.
La saison suivante, le club apprend des erreurs de la saison précédente, avec un recrutement réussi (Lakdar Boussaha, Romain Thibault), le club se maintiendra tranquillement pour finir à une belle 11e place.
La saison 2014-2015 est sportivement la meilleure pour le FCBP. En effet, assez calme sur le marché des transferts, le club accueille en prêt Pape Sané qui réalise la saison de sa carrière (21 buts en 30 matchs) et contribue à la saison surprise de Bourg-Péronnas qui sans faire de bruit se mêle petit-à-petit à la lutte pour la montée en Ligue 2 (sur le podium depuis début décembre), et fédère tout un département derrière lui avec de belles affluences au Stade municipal de Péronnas (3 600 personnes face à Boulogne-sur-Mer, record d'affluence de l'histoire du club en championnat). Le club termine 3e du championnat de National et monte en Ligue 2.

### L'ère du professionnalisme (2015-2021)
Le club obtient son ticket pour la Ligue 2 avec un point d'avance sur Strasbourg à la suite de sa victoire 2-0, sur des réalisations de Florent Ogier et Lamine Diompy, face à l'US Boulogne le 22 mai 2015. Après avoir été le premier club de foot de l'Ain à fréquenter le Championnat de France Amateur en 1994, le FC Bourg-Péronnas est à cette occasion le premier club de football du département à jouer au niveau professionnel.
En juillet 2015, le club change de nom en Football Bourg-en-Bresse Péronnas 01 afin de mettre en valeur le département de l'Ain et la ville de Bourg-en-Bresse, présent auparavant sous le nom de Bourg, nom que portait la ville jusqu'en 1955.
Pape Sané inscrit le tout premier but professionnel de l'histoire du club à "domicile", le match ayant lieu à Gueugnon, le 31 juillet 2015 contre Le Havre AC dans la première minute du temps additionnel de la première mi-temps de la première journée (défaite 1-3). Il est également le premier buteur à l'extérieur de l'histoire professionnelle, réduisant la marque face à Créteil lors de la deuxième journée de championnat (défaite 2-1).
Le 11 août 2015, le club dispute son premier match de Coupe de la Ligue et remporte à cette occasion, face au stade brestois (2-2, 3 tàb à 5), son premier succès depuis le passage au professionnalisme. Le FBBP 01 remporte le deuxième match officiel de la saison et le premier de son histoire en Ligue 2 contre le Dijon FCO 2-1 pour le compte de la troisième journée de championnat.

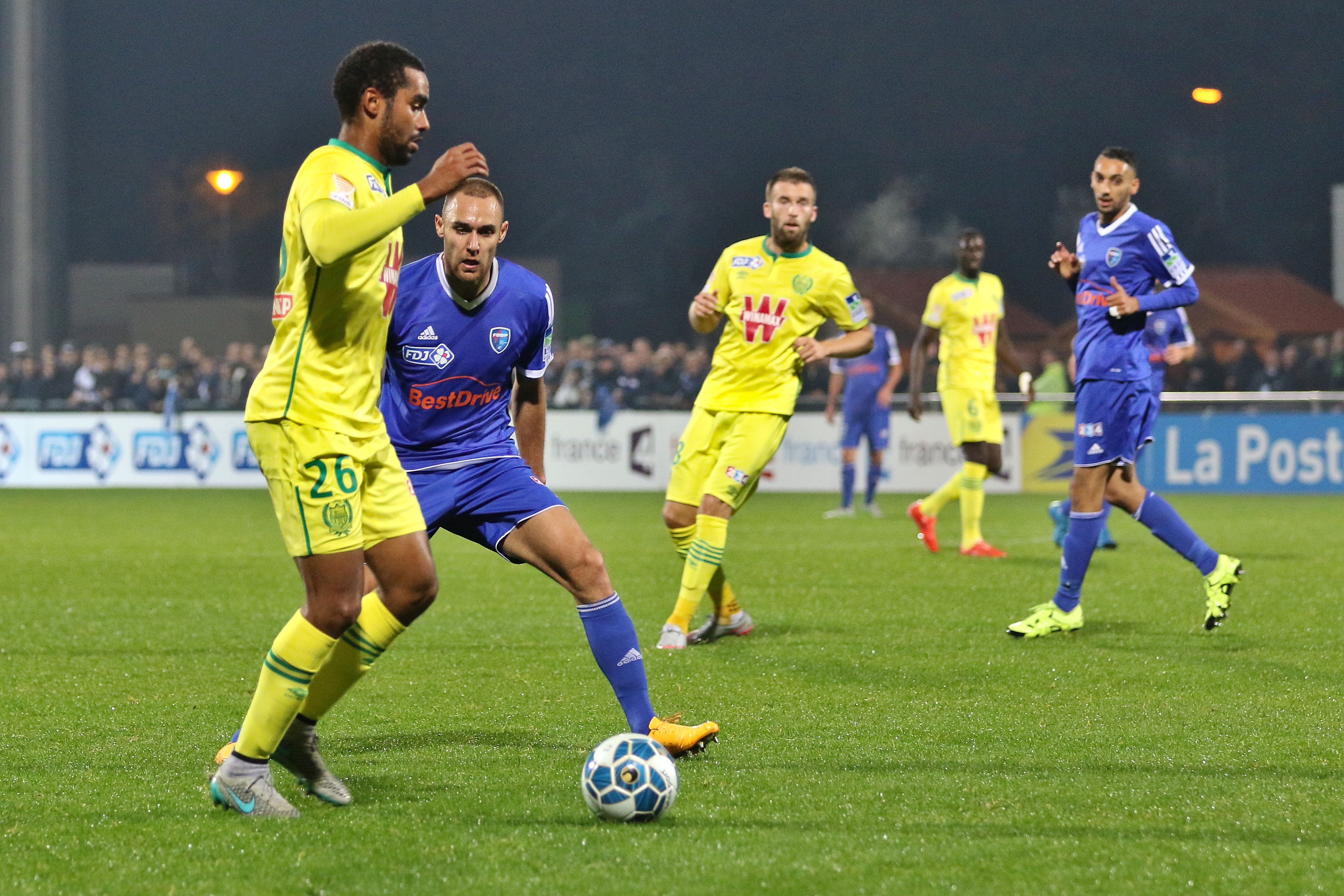
Bourg-en-Bresse Péronnas contre le FC Nantes en Coupe de la Ligue.

En continuant dans la Coupe de la Ligue, le FBBP01 fait office de « petit poucet » en éliminant aux tirs au but l'AS Nancy-Lorraine au second tour. Les bressans continuent leur parcours en seizièmes de finale. Lors de leur premier match de la saison au Stade Marcel-Verchère, un pensionnaire de Ligue 1, le FC Nantes, est éliminé dès son entrée en lice dans la compétition sur le score de 3-2 après prolongation, malgré avoir mené deux fois au score. Pour les huitièmes de finale, dans leur stade où ont été rajoutées des tribunes provisoires pour être aux normes de ce tour, le FBBP01 retrouve l'Olympique de Marseille, club qui l'a battu trois ans auparavant en Coupe de France, mais quitte la compétition après avoir perdu par 3-2.
Le club termine pour cette première saison en Ligue 2 à la 11e place synonyme de maintien avec le même nombre de points que Tours FC et le Stade brestois, classés respectivement aux 9e et 10e places.
L'année suivante est marquée par le départ de deux joueurs clés : Pape Sané en partance pour le Stade Malherbe de Caen et Alliou Dembélé parti chez les Chamois niortais. Cette deuxième saison en Ligue 2 est plus difficile que la saison précédente puisque le club est éliminée dès le premier match en Coupe de France contre l'EFC Fréjus Saint-Raphaël et ce fut de même en Coupe de la Ligue contre l'AJ Auxerre. Commençant dans le fond du classement de la Ligue 2 à cause d'une victoire qui n'intervient que lors de la 7e journée contre Le Havre AC, le club parvient à maintenir un tendance positive entre les 13e et 22e journées où Bourg-en-Bresse est invaincue avec ses cinq victoires et ses cinq matches nuls. Cette série de matchs lui permet d'atteindre la 8e place lors de la 27e journée. Toutefois, les matches suivants sont marqués par seulement deux victoires pour neuf défaites, donnant le risque de la relégation un peu plus probable chaque journée se déroulant.
Le 5 mai 2017, Bourg joue contre le Clermont Foot 63. Alors qu'elle tient la victoire au bout du terme du match en s'imposant avec le score de 2 buts à 1, le joueur clermontois Rémy Dugimont égalise à la 89e minute. Mais le meilleur buteur burgien Lakdar Boussaha offre la victoire au club bressan et inscrivant le troisième but du club dans le temps additionnel. Cette victoire lui permet d'assurer son maintien en Ligue 2 et peut ainsi évoluer pour la troisième fois au deuxième niveau national.
Au terme de cette deuxième saison en Ligue 2, Bourg-en-Bresse Péronnas termine à la 15e place avec 44 points, soit trois de moins que la saison d'avant. Quant à l'équipe réserve, grâce à une victoire contre l'US Montélimar, elle accède à la nationale 3, cinquième échelon national où évoluait l'équipe fanion en 2009. Elle obtient la première place de son championnat, l'honneur ligue de la ligue de Rhône-Alpes.
Durant la troisième saison en Ligue 2, les bressans faisaient un début de saison raisonnable avec des résultats en dents de scie et une dixième place lors de la 9e journée. Cependant les défaites commençaient à s'enchaîner et le FBBP01 flirtait avec la zone de relégation jusqu'à la fin de saison. Ne parvenant pas à dépasser l'AS Nancy-Lorraine, le club terminait barragiste à la 18e place. Les burgiens affrontaient alors le Grenoble Foot 38 en match de barrage en aller-retour avec une défaite (1-2) à Grenoble et un match nul (0-0) à Bourg-en-Bresse, le club est relégué le 27 mai 2018.
À la suite de la descente en National, Damien Ott, en provenance d'Avranches remplace Hervé Della Maggiore au poste d’entraîneur.
Le 17 mai 2019 à la dernière journée, le FBBP01 obtient son maintien face à Concarneau grâce à un match nul avec notamment un arrêt sur pénalty du gardien bressan Matthieu Pichot.
Jordan Pierre-Charles évoluant au poste de latéral gauche termine meilleur buteur du club avec 10 buts.
Ce maintien au bout de la dernière journée lors de la saison 2018-2019 obligeait le club à repartir sur une nouvelle dynamique. Le FBBP01 faisait donc la bonne pioche en allant chercher le technicien lyonnais Karim Mokeddem qui ramenait dans sa valise plusieurs joueurs de son ancienne équipe de Lyon la Duchère. Alors que le club était dans une dynamique excellente et se dirigeait vers une remontée en Ligue 2, le Covid 19 passait par là et stoppait les Bressans dans leur élan à une quatrième place alors qu'ils étaient invaincus sur le début d'année 2020. Achille Anani termine meilleur buteur du championnat.
L'impact de la crise sanitaire obligeait le club à maîtriser ses dépenses lors de la saison 2020-2021 et il était obligeait de se séparer de Karim Mokeddem à 10 journées du terme pour se sauver du maintien. L'arrivée d'Alain Pochat apportait un vent frais au sein du groupe et il parvenait à remplir son premier objectif : le maintien. Le technicien faisait donc bonnes impressions et il sera reconduit pour deux ans sur la décision de David Venditelli, le nouveau président de la SAS BBP01 arrivé à l'été 2021. Le président arrivait avec un projet ambitieux sur le plan sportif et business. Avec l'entraîneur, ils procédaient à beaucoup de changements à l'aube de la saison 2021-2022 et le club faisait forte impression lors du mercato avec l'arrivée de joueurs d'expériences et ayant connu l'échelon supérieur.
À la fin de la saison 2021-2022, le club termine dans le top 10 de National. Cependant, lorsque le club doit passer l'épreuve de la DNCG, le club frôle la relégation administrative en National 2.

### Les années en National et National 2 (2021-)
Malgré une belle équipe sur le papier, Bourg-en-Bresse vit une saison 2022-2023 très difficile qui aboutit à une quatorzième place en national après un match nul 3-3 contre l'AS Nancy-Lorraine. Le FBBP01 est relégué en National 2, le quatrième échelon national. Mais il reste encore au club à passer devant la DNCG. Cette dernière annonce la rétrogradation du club en National 3 le 20 juin. Les dirigeants bressans décident de faire appel dans la foulée, obtiennent gain de cause le 6 juillet et le club est autorisé à évoluer en National 2 malgré un encadrement de la masse salariale.
Malgré les difficultés financières, le FBBP commence bien la saison 2023-2024 en étant en lutte pour la montée durant la phase aller. Néanmoins, le club est une nouvelle fois sanctionnée par la DNCG le 6 décembre avec un retrait de 3 points de pénalité. Le 11 mai 2024, à une journée de la fin de la saison, le club est assuré de la première place de son groupe, synonyme de montée en National, championnat qu'il avait quitté la saison précédente. Cette montée sur le plan sportif aurait pu être fragilisée du fait d'une menace d'un dépôt de bilan,.
Lors de la saison 2024-2025, le FBBP termine 5e de National et Charly Jan est élu meilleur gardien du championnat.

## Résultats sportifs

### Palmarès
| Compétitions nationales | Compétitions régionales                     |
| --- | ------------------------------------------- |
| - Championnat de France D2 - Meilleure performance : 11e en 2016 - Championnat de France D4 (National 2) - Vainqueur de groupe : 2024 - Championnat de France D5 (CFA2 / National 3) (2) - Champion : 1997 et 2009 - Coupe de France - Meilleure performance : Quart de finale en 1998 - Coupe de la Ligue - Meilleure performance : Huitième de finale en 2015 | - Division d'Honneur (1) - Champion en 1994 |

### Bilan sportif
| Championnat                                  | Saisons | Titres | CF  | J   | V   | N   | D   | Bp  | Bc  | Diff |
| -------------------------------------------- | ------- | ------ | --- | --- | --- | --- | --- | --- | --- | ---- |
| Ligue 2                                      | 3       | 0      | 11e | 114 | 34  | 25  | 55  | 146 | 204 | -58  |
| National                                     | 9       | 0      | 3e  | 311 | 105 | 94  | 106 | 358 | 349 | +9   |
| Championnat de France amateur / National 2   | 12      | 1      | 1er | 396 | 157 | 105 | 134 | 552 | 503 | +49  |
| Championnat de France amateur 2 / National 3 | 6       | 2      | 1er | 138 | 72  | 50  | 46  | 256 | 191 | +55  |

## Image et identité

### Dénominations
Issu de la fusion de l'US Péronnas, fondé en 1930 (devenu l'US Péronnas-Bourg en 1930) et le FC Bourg fondé en 1937, le Football Club Bourg-Péronnas porte ce nom à sa création en 1942. Le club est rebaptisé « Football Bourg-en-Bresse Péronnas 01 » le 20 octobre 2014, pour mettre en valeur le nom de la ville de Bourg-en-Bresse et le département où le club se situe (l'Ain, dont le numéro est 01). Ce nom est effectif le 1er juillet 2015.
| \| \| \| \| \| \| \| \| \| \| \| \| \| \| \| Union Sportive de Péronnas (1930-1940) \| \| \| \| \| \| \| \| \| \| \| \| \| \| \| \| \| \| \| \| \| \| \| \| \| \| \| \| \| \| \| \| \| \| \| \| \| \| \| \| \| \| \| \| \| \| \| \| \| \| \| \| \| \| \| \| \| \| Football Club de Bourg (1937-1942) \| Football Club de Bourg (1937-1942) \| Football Club de Bourg (1937-1942) \| Football Club de Bourg (1937-1942) \| Football Club de Bourg (1937-1942) \| Football Club de Bourg (1937-1942) \| \| \| \| \| \| \| Union Sportive Bourg-Péronnas (1940-1942) \| Union Sportive Bourg-Péronnas (1940-1942) \| Union Sportive Bourg-Péronnas (1940-1942) \| Union Sportive Bourg-Péronnas (1940-1942) \| Union Sportive Bourg-Péronnas (1940-1942) \| Union Sportive Bourg-Péronnas (1940-1942) \| \| \| \| \| \| \| \| \| \| \| \| \| \| \| \| \| \| Football Club de Bourg (1937-1942) \| Football Club de Bourg (1937-1942) \| Football Club de Bourg (1937-1942) \| Football Club de Bourg (1937-1942) \| Football Club de Bourg (1937-1942) \| Football Club de Bourg (1937-1942) \| \| \| \| \| \| \| Union Sportive Bourg-Péronnas (1940-1942) \| Union Sportive Bourg-Péronnas (1940-1942) \| Union Sportive Bourg-Péronnas (1940-1942) \| Union Sportive Bourg-Péronnas (1940-1942) \| Union Sportive Bourg-Péronnas (1940-1942) \| Union Sportive Bourg-Péronnas (1940-1942) \| \| \| \| \| \| \| \| \| \| \| \| \| \| \| \| \| \| \| \| \| \| \| \| \| \| \| \| \| \| \| \| \| \| \| \| \| \| \| \| \| \| \| \| \| \| \| \| \| \| \| \| \| \| \| \| \| \| \| Football Club Bourg-Péronnas (1942-2015) \| \| \| \| \| \| \| \| \| \| \| \| \| \| \| \| \| \| \| \| \| \| \| \| \| \| \| \| \| \| \| \| \| \| \| \| \| \| \| \| \| \| \| \| \| \| \| \| \| \| \| \| \| \| \| \| \| \| \| \| \| \| \| \| \| \| \| \| \| \| Football Bourg-en-Bresse Péronnas 01 (depuis juillet 2015) \| \| \| \| \| \| \| \| \| \| \| \| \| \| \| \| \| \| \| \| \| \| \| \| \| \| |  |                                    |                                    |                                    |                                    |                                    |                                    |                                                            |  |  |  |  |  |                                           |                                           |                                           |                                           |                                           |                                           |  |  |  |  |  |  |  |  |  |  |  |  |  |  |
| |  |                                    |                                    |                                    |                                    |                                    |                                    |                                                            |  |  |  |  |  | Union Sportive de Péronnas (1930-1940)    |                                           |                                           |                                           |                                           |                                           |  |  |  |  |  |  |  |  |  |  |  |  |  |  |
| |  |                                    |                                    |                                    |                                    |                                    |                                    |                                                            |  |  |  |  |  |                                           |                                           |                                           |                                           |                                           |                                           |  |  |  |  |  |  |  |  |  |  |  |  |  |  |
| |  | Football Club de Bourg (1937-1942) | Football Club de Bourg (1937-1942) | Football Club de Bourg (1937-1942) | Football Club de Bourg (1937-1942) | Football Club de Bourg (1937-1942) | Football Club de Bourg (1937-1942) |                                                            |  |  |  |  |  | Union Sportive Bourg-Péronnas (1940-1942) | Union Sportive Bourg-Péronnas (1940-1942) | Union Sportive Bourg-Péronnas (1940-1942) | Union Sportive Bourg-Péronnas (1940-1942) | Union Sportive Bourg-Péronnas (1940-1942) | Union Sportive Bourg-Péronnas (1940-1942) |  |  |  |  |  |  |  |  |  |  |  |  |  |  |
| |  | Football Club de Bourg (1937-1942) | Football Club de Bourg (1937-1942) | Football Club de Bourg (1937-1942) | Football Club de Bourg (1937-1942) | Football Club de Bourg (1937-1942) | Football Club de Bourg (1937-1942) |                                                            |  |  |  |  |  | Union Sportive Bourg-Péronnas (1940-1942) | Union Sportive Bourg-Péronnas (1940-1942) | Union Sportive Bourg-Péronnas (1940-1942) | Union Sportive Bourg-Péronnas (1940-1942) | Union Sportive Bourg-Péronnas (1940-1942) | Union Sportive Bourg-Péronnas (1940-1942) |  |  |  |  |  |  |  |  |  |  |  |  |  |  |
| |  |                                    |                                    |                                    |                                    |                                    |                                    |                                                            |  |  |  |  |  |                                           |                                           |                                           |                                           |                                           |                                           |  |  |  |  |  |  |  |  |  |  |  |  |  |  |
| |  |                                    |                                    |                                    |                                    |                                    |                                    | Football Club Bourg-Péronnas (1942-2015)                   |  |  |  |  |  |                                           |                                           |                                           |                                           |                                           |                                           |  |  |  |  |  |  |  |  |  |  |  |  |  |  |
| |  |                                    |                                    |                                    |                                    |                                    |                                    |                                                            |  |  |  |  |  |                                           |                                           |                                           |                                           |                                           |                                           |  |  |  |  |  |  |  |  |  |  |  |  |  |  |
| |  |                                    |                                    |                                    |                                    |                                    |                                    | Football Bourg-en-Bresse Péronnas 01 (depuis juillet 2015) |  |  |  |  |  |                                           |                                           |                                           |                                           |                                           |                                           |  |  |  |  |  |  |  |  |  |  |  |  |  |  |

### Couleurs et logo
Historiquement, la couleur du maillot est le bleu à domicile et blanc à l'extérieur. Toutefois, il est arrivé au club de porter pendant quelques matches de Ligue 2 une tunique de couleur jaune voire en gris.
Avant juillet 2015, le blason du club représentait les initiales du nom du club encadré par un contour rouge et un ballon de football était inséré dans la lettre C. Après cette date et à la suite du changement de nom du club, un nouvel écusson est mis en place et est plus symbolique. En effet, le bas du blason représente le département de l'Ain avec le numéro afin de mettre en valeur la Bourg et Péronnas, le symbole en rose orangé est une combinaison du logo des villes liées au club.

Écusson du FCBP jusqu'à juillet 2015
Écusson du FBBP 01 depuis juillet 2015

### Maillot
| Période     | Équipementier | Sponsor maillot principal |
| ----------- | ------------- | ------------------------- |
| ...-2011    | Lotto         | ?                         |
| 2011-2012   | Lotto         | Relais Pneus / Ain        |
| 2012-2015   | Lotto         | E. Leclerc Cap Émeraude   |
| 2015-2016   | Adidas        | BestDrive                 |
| 2016-2018   | Adidas        | Groupama                  |
| 2018-2020   | Nike          | Groupama                  |
| 2020-2021   | Nike          | Alila Promoteur           |
| 2021-2022   | Nike          | Intermarché               |
| 2022-2023   | Nike          | Degomme Boccard           |
| 2023-2024   | Nike          | Burger King So Club       |
| depuis 2024 | Hummel        | Burger King So Club       |

## Personnalités du club

### Entraîneurs
| Rang | Nom                     | Période                   |
| ---- | ----------------------- | ------------------------- |
| 1    | Jacques Theppe (d)      | 1985-1989                 |
| 2    | Pierre Mauron (d)       | 1989-1992                 |
| 3    | Philippe Besset         | 1994-1996                 |
| 4    | Diego Garzitto          | 1995-1996                 |
| 5    | Pierre Mauron (d)       | 1996-1999                 |
| 6    | Jacques Theppe (d)      | 1999-2000                 |
| 7    | Thierry Droin (d)       | 2000-2004                 |
| 8    | Christophe Desbouillons | 2004-2006                 |
| 9    | Pierre Mauron (d)       | 2006-2008                 |
| 10   | Hervé Della Maggiore    | 2008-2018                 |
| 11   | Damien Ott              | 2018-2019                 |
| 12   | Karim Mokeddem          | 2019-2021                 |
| 13   | Alain Pochat (d)        | 2021-2023                 |
| 14   | Pascal Moulin           | mars 2023-juin 2023       |
| 15   | Jordan Gonzalez (d)     | juillet 2023-janvier 2024 |
| 16   | Hervé Della Maggiore    | janvier 2024-juin 2024    |
| 17   | David Le Frapper        | juin 2024-                |

### Joueurs
Plusieurs joueurs sont passés au sein des équipes de jeunes de club avant de passer professionnel. L'international François Clerc est parti en 1997 au centre de formation de l'Olympique lyonnais. Jimmy Mainfroi est parti en 1999 au centre de formation du Montpellier HSC. On peut citer également le gardien Lionel Cappone et l'attaquant Richard Socrier qui ont évolué sous les couleurs bourg-péronnaises entre 1999 et 2001.
Lors de la saison 2000-2001, l'ailier international ivoirien Didier Otokoré signe au club alors en CFA en provenance d'Al-Ahli Dubaï. Il n'y restera cependant qu'une saison et mettra un terme à sa carrière. En 2008-2009, le club alors en CFA 2 voit se révéler un international cap-verdien au poste d'attaquant en la personne de Julio Tavarès qui arrive en provenance de Montréal-la-Cluse. Il demeurera au club durant quatre saisons en finissant meilleur buteur du club en 2011-2012 avec 16 réalisations en CFA.

## Structures du club

### Stades

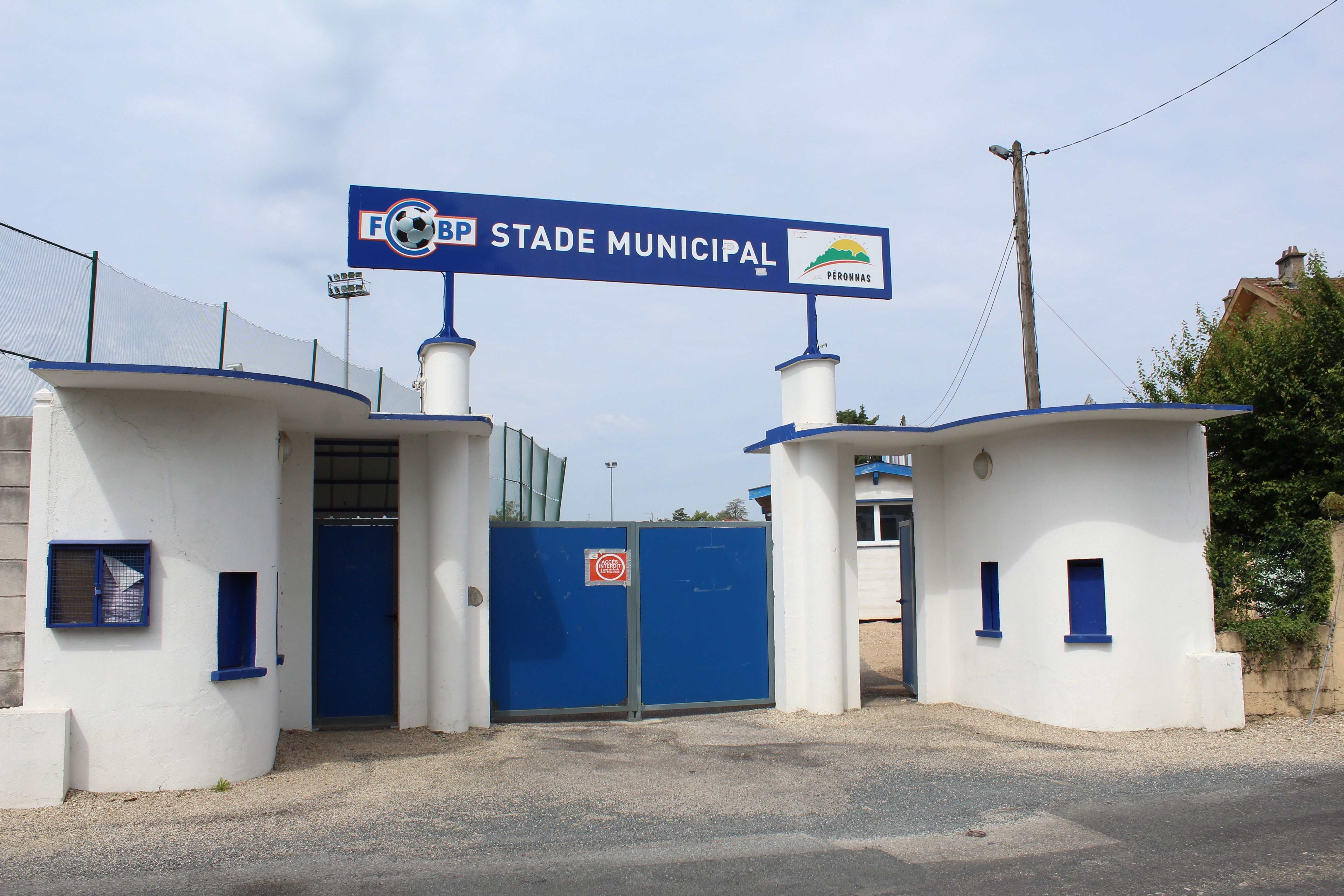
Entrée du stade municipal de Péronnas

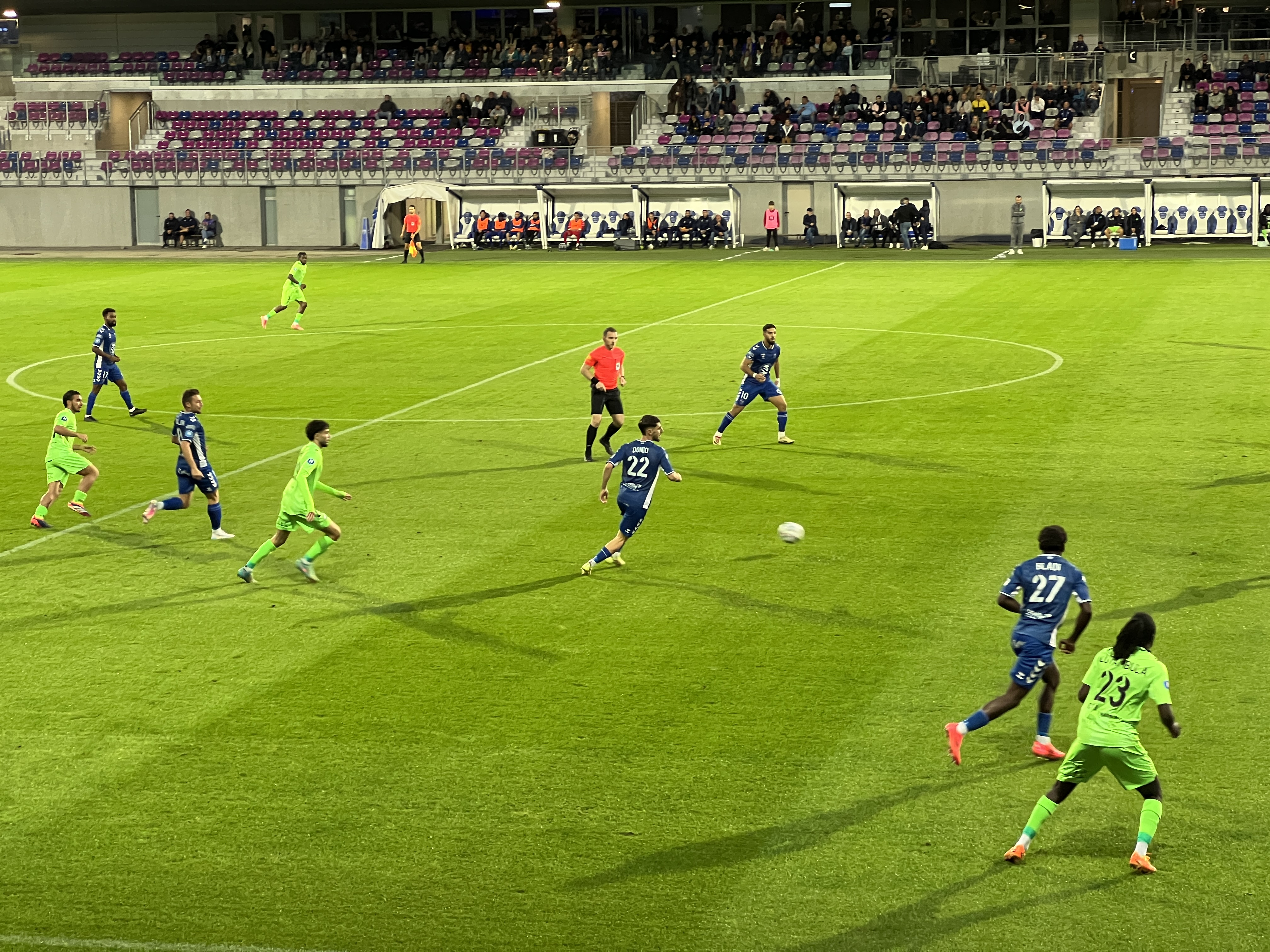
FBBP01 évoluant au Stade Verchère

Le club est résident du stade municipal de Péronnas, dont la capacité est de 4 800 places, dont 1 800 sont assises et couvertes.
Avec son accession en Ligue 2, le club ne peut plus accueillir de matches dans son stade de Péronnas. Le club doit alors jouer dans le stade Verchère dans lequel réside l'US bressane et qui a une capacité de 8 840 places. Cependant, pour que ce stade réponde aux normes, des travaux ont dû être effectués et le club a dû jouer jusqu'en octobre 2015 au stade Jean Laville, stade où réside le FC Gueugnon.
Toutefois, l'équipe réserve qui évolue en Régional 1, plus haut niveau régional, continue d'accueillir ses adversaires au stade de Péronnas.

### Siège
Le siège du club est situé au stade municipal de Péronnas, lieu où l'équipe première évoluait jusqu'en 2015.

### Centre de formation
Le club ambitionne de créer son centre de formation pour l'année 2018. La descente du club en troisième division cette année-là freine cette ambition.

## Aspects juridiques et économiques

### Aspects juridiques

#### Statut juridique et dénomination du club
Le siège du club se situe au Stade municipal à Péronnas. Le club est affilié à la ligue Rhône-Alpes de football et au district de l'Ain, sous le numéro 504281.
Le 5 novembre 1976, les statuts d'une nouvelle association nommée « les Amis du FC Bourg-Péronnas » sont publiés au Journal officiel de la République française. Son siège est situé au stade municipal, et elle a pour vocation de « promouvoir le football et apporter son concours au FC Bourg-Péronnas par l'organisation de manifestations pour susciter des liens d'amitié entre ses membres et sympathisants ».
Le club est rebaptisé Football Bourg-en-Bresse Péronnas 01 en juillet 2015, pour mettre en valeur le nom de la ville de Bourg-en-Bresse et le département où le club se situe (l'Ain, dont le numéro est 01).

### Aspects économiques

#### Éléments comptables
Chaque saison, le FBBP01 publie son budget prévisionnel de fonctionnement après validation auprès de la DNCG, l'instance qui assure le contrôle administratif, juridique et financier des associations et sociétés sportives de football afin d'en garantir la pérennité. Le budget prévisionnel d'un club s'établit en amont de l'exercice à venir et correspond à une estimation de l'ensemble des recettes et des dépenses prévues par l'entité. Le tableau ci-dessous résume les différents budgets prévisionnels du club bressan saison après saison.
| Saison | 2011-2012 | 2012-2013 | 2013-2014 | 2014-2015 | 2015-2016 | 2016-2017 | 2017-2018 |
| Budget | 950 000 € | 1,5 M€    | 2 M€      | 1,8 M€    | 5 M€      | 6,5 M€    | 7,5 M€    |
| Saison | 2018-2019 | 2019-2020 | 2020-2021 | 2021-2022 | 2022-2023 | 2023-2024 | 2024-2025 |
| Budget | 3,5 M€    | 3,3 M€    | 2,2 M€    | 3,8 M€    | NC        | 1,7 M€    | 2 M€      |

## Culture populaire

### Rivalités et amitiés
En 2012, alors que les deux clubs se disputaient la première place de leur groupe de CFA, le match entre le FCBP et l'AS Lyon-Duchère a pu être qualifié de derby. Les matches contre un autre club rhôdanien, le FC Villefranche Beaujolais, peuvent être qualifiés de derby.
Depuis 2016, le club burgien est devenu partenaire avec le club phare de Lyon : l'Olympique Lyonnais. L'Olympique Lyonnais prêta alors un joueur au FBBP01 chaque saison : Romain Del Castillo en 2016-2017, Christopher Martins Pereira en 2017-2018, Gédéon Kalulu en 2018-2019, Théo Ndicka en 2019-2020 et Ousseynou N’Diaye en 2020-2021.

### Adhésion populaire

#### Supporters

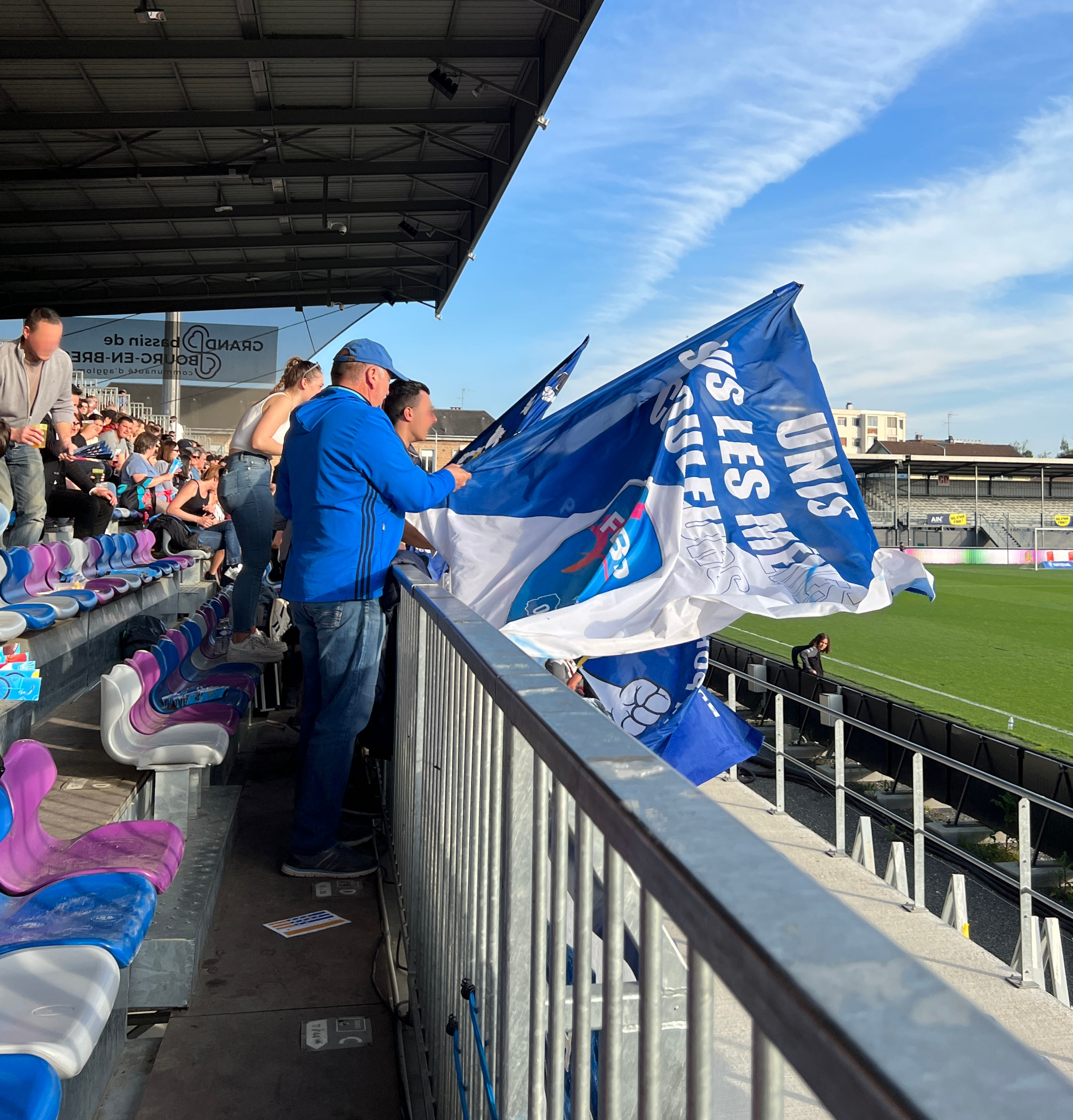
Supporters au stade Marcel-Verchère.

Dans le milieu des années 2000, juste après la première montée du club en National (2003), les jeunes supporters de la Blue Wave encouragent les Bleus du FC Bourg-Péronnas.
Un groupe de supporters dans la mouvance « ultra » se rassemble en 2004 lors de la descente de National en CFA. Au départ constitué de cinq membres, il est véritablement créé en 2006 sous le nom : « Bleus Marines 2006 ». Son activité semble cesser deux ans plus tard avec la descente en CFA 2 et la perte progressive d'engouement autour du club.
Le 25 mars 2014, une nouvelle association de supporters du club nommé « Bourg-Péronnas Fans » est créée et annoncée au Journal officiel. Elle est dissoute le 24 avril 2017
Depuis janvier 2018, un groupe a été créé sous le nom de « Fanatix Bourg-Péronnas » avec une bâche bleu d’une écriture lisible en blanc.[réf. nécessaire]

## Médias

### Presse locale
Les journaux locaux Le Progrès et La Voix de l'Ain publient quelques articles sur le FBBP01, dont la présentation du match (équipe première et réserve) le jour même et les comptes-rendus le lendemain. Le journal sportif national L'Équipe a déjà parlé du club à plusieurs reprises,.

### Radio
Le match de Coupe de France 1993 contre le FC Nantes a été retransmis sur Radio Tropiques (90.0 FM, aujourd'hui Radio B) par le journaliste Didier Berthet. Il s'agissait du premier match du club retransmis à la radio.
Puis Didier Berthet a commenté de plus en plus de matchs pour Radio Scoop (89.2 FM) à partir de 1996, année de l'arrivée de la déclinaison de la radio lyonnaise sur Bourg-en-Bresse.
En 2006, à la suite de la chute du club en CFA 2, Radio Scoop décide d'arrêter les retransmissions des matchs de Bourg-Péronnas. Ce sera Jean-Jacques Zarb, correspondant Le Progrès à Viriat, qui prit le relais pour la radio montluiste FC Radio l'essentiel (97.6 FM).
Aujourd'hui, les matchs du FBBP01 sont toujours retransmis sur FC Radio l'essentiel (101.4 FM à Bourg-en-Bresse et 97.6 FM dans la Dombes et le Bugey) avec Jean-Jacques Zarb.
Quant à Didier Berthet, il est toujours le journaliste sportif pour Radio Scoop Bourg. Il commente les matchs de la JL Bourg Basket sur radioscoop.com (flux web de Bourg-en-Bresse) et recueille des interviews d'après-match du FBBP01 et de l'US Bressane.
Depuis la saison 2017-2018, FC Radio ne retransmet plus les matchs du FBBP 01 depuis le rachat par le groupe Isa Média Développement. Le club se retrouve donc sans diffuseur.
Les radios offrant des places pour les matchs sont Radio Scoop et Virgin Radio Mâcon (95.5 FM).

### Télévision
Le FBBP01 n'a pas de chaîne spécifique. La plateforme FFFtv, qui diffuse la quasi-intégralité des matchs de National 1, retransmet donc les matchs de championnat des bleus. Lors de grandes affiches, cela peut être sur Canal+Sport.
Ses rencontres de Ligue 2 étaient retransmises principalement sur les antennes de beIN Sports (en multiplex + en entier sur un canal additionnel "beIN Sports Max").
Lorsque le club évoluait en championnat National entre 2012 et 2015, des matchs ont été retransmis sur Ma Chaîne Sport, dont le match de la montée en Ligue 2 le 21 mai 2015, FCBP - US Boulogne (2-0).
Concernant la Coupe de France, en 1998, le huitième de finale FCBP-FC Metz (2-0) était sur "Multisports 1". Le quart de finale FCBP-OL (0-1) était diffusé sur Canal+. En 2012, le huitième de finale OM-FCBP (3-1) était diffusé sur France 2 et Eurosport. En 2013, le 32e de finale FCBP-Montpellier HSC (1-2) s'était déroulé sous les caméras d'Eurosport.
En Coupe de la Ligue, la rencontre FBBP01-FC Nantes (3-2 ap), comptant pour les seizièmes de finale de l'édition 2015-2016, était retransmise sur les déclinaisons Rhône-Alpes et Pays de la Loire de France 3. Ensuite, le huitième de finale contre l'OM (2-3) a été diffusé sur France 4.
Pour finir, le match amical nouant le partenariat du FBBP01 avec l'Olympique Lyonnais (2-2), qui s'est déroulé le 2 juillet 2016, a été retransmise en direct sur Canal+Sport, cette chaîne diffusant les matchs de préparation estivaux de l'OL.

## Autres équipes

### Équipe réserve
L'équipe réserve évolue en Régional 1, sixième division nationale et est la division inférieure au National 3, niveau auquel évoluait l'équipe première en 2009.

### Équipes de jeunes
Pour la saison 2008-2009, le club est nommé « meilleur club amateur jeunes » par la Ligue Rhône-Alpes. Lors de la saison 2016-2017, la ligue nomme Bourg-en-Bresse 01 en tant que meilleur club de jeunes à statut professionnel de la région.
Les équipes de jeunes U19 et U17 participent chacun au plus haut niveau national et les U15 au championnat Ligue Élite.

### Section féminine
Depuis 2012, le club s'est doté d'une section féminine avec quatre équipes : deux équipes séniors dont l'équipe première évolue en Honneur régional ligue, plus haut niveau régional et quatrième division au niveau national. Les deux autres équipes sont dédiées au niveau U15 et U18.